# Пробуди се срце моје
Пробуди се срце моје је студијски албум српског фолк певача Мирослава Илића. Албум је објављен 1996. године за издавачку кућу ПГП РТС, а доступан је био на касети, грамофонској плочи и компакт-диску.

## Списак песама
| №               | Назив                    | Аутор(и)                                              | Трајање |  |
| 1.              | Пробуди се срце моје     | Р. Мићуновић (т), Д. Александрић (м), М. А. Кемиш (а) | 3:08    |  |
| 2.              | Божанствена жено         | М. Ж. Илић (т), Д. Александрић (м), М. А. Кемиш (а)   | 3:37    |  |
| 3.              | Покидаћу ланце и катанце | М. Цветковић (т), Р. Крстић (м), М. А. Кемиш (а)      | 3:35    |  |
| 4.              | Верни моји другови       | З. Бранковић (т), Д. Александрић (м), М. А. Кемиш (а) | 3:37    |  |
| 5.              | Били смо другови         | Д. Брајовић (т, м), М. А. Кемиш (а)                   | 3:44    |  |
| 6.              | Ако се питате људи       | М. Зековић (т), М. Мијатовић (м), М. А. Кемиш (а)     | 2:50    |  |
| 7.              | Целе ноћи пијем, друже   | М. Петровић (т), Б. Кошанин (м), М. А. Кемиш (а)      | 3:15    |  |
| 8.              | Поздрави је, поздрави    | С. Јовановић (т), Д. Александрић (м, а)               | 3:28    |  |
| Укупно трајање: | Укупно трајање:          | Укупно трајање:                                       | 27:14   |  |

## Пратећи музичари
- Оркестар Мирољуба Аранђеловића Кемиша — оркестар (1—7)
- Оркестар Драгана Александрића — оркестар (8)
- Дејан Петковић — пратећи вокали
- Снежана Ђуришић — пратећи вокали
- Јосип Бочек — соло гитара

## Остале заслуге
- Мирољуб Аранђеловић Кемиш — продуцент (1—7)
- Драган Александрић — продуцент (8)
- Мики Тодоровић — тонски сниматељ
- Иван Ћулум — дизајн омота
- Зоран Кузмановић — фотографије